# توماس إس. ريكيتس
توماس إس. ريكيتس (بالإنجليزية: Thomas S. Ricketts)‏ هو مصرفي الاستثمار ‏ وشخصية أعمال أمريكي، ولد في 23 مايو 1963.